# 原町田
原町田（はらまちだ）は、東京都町田市の地名。現行行政地名は原町田一丁目から六丁目（住居表示区域）。郵便番号は194-0013。

## 地理
ターミナル駅である町田駅が所在し、駅周辺は町田市の中心市街地にあたる。町田駅も1908年に横浜鉄道（現在のJR横浜線）の駅として開業した当時は原町田駅という名称であった。ペデストリアンデッキ（歩行者専用通路）が小田急とJRの駅と、マルイ・ルミネ・町田東急ツインズなどの駅前の大型商業施設を結んでおり、乗り換え客などで人通りが多い。南多摩・相模（武相）においては、立川駅や八王子駅周辺などと並ぶ地域最大級の繁華街である。
東は高ヶ坂、南は金森、金森東、北は森野、中町、南大谷、西は神奈川県相模原市南区上鶴間本町と接している。
西端をJR横浜線が通り、小田急小田原線が北端を通っている。周辺道路はいずれも交通量が非常に多いため、渋滞が発生しやすい。

### 河川
- 境川 - 神奈川県相模原市との都県境付近を流れる。

### 地価
住宅地の地価は、2014年1月1日の公示地価によれば、原町田3-14-8の地点で27万7000円/m2となっている。

## 歴史

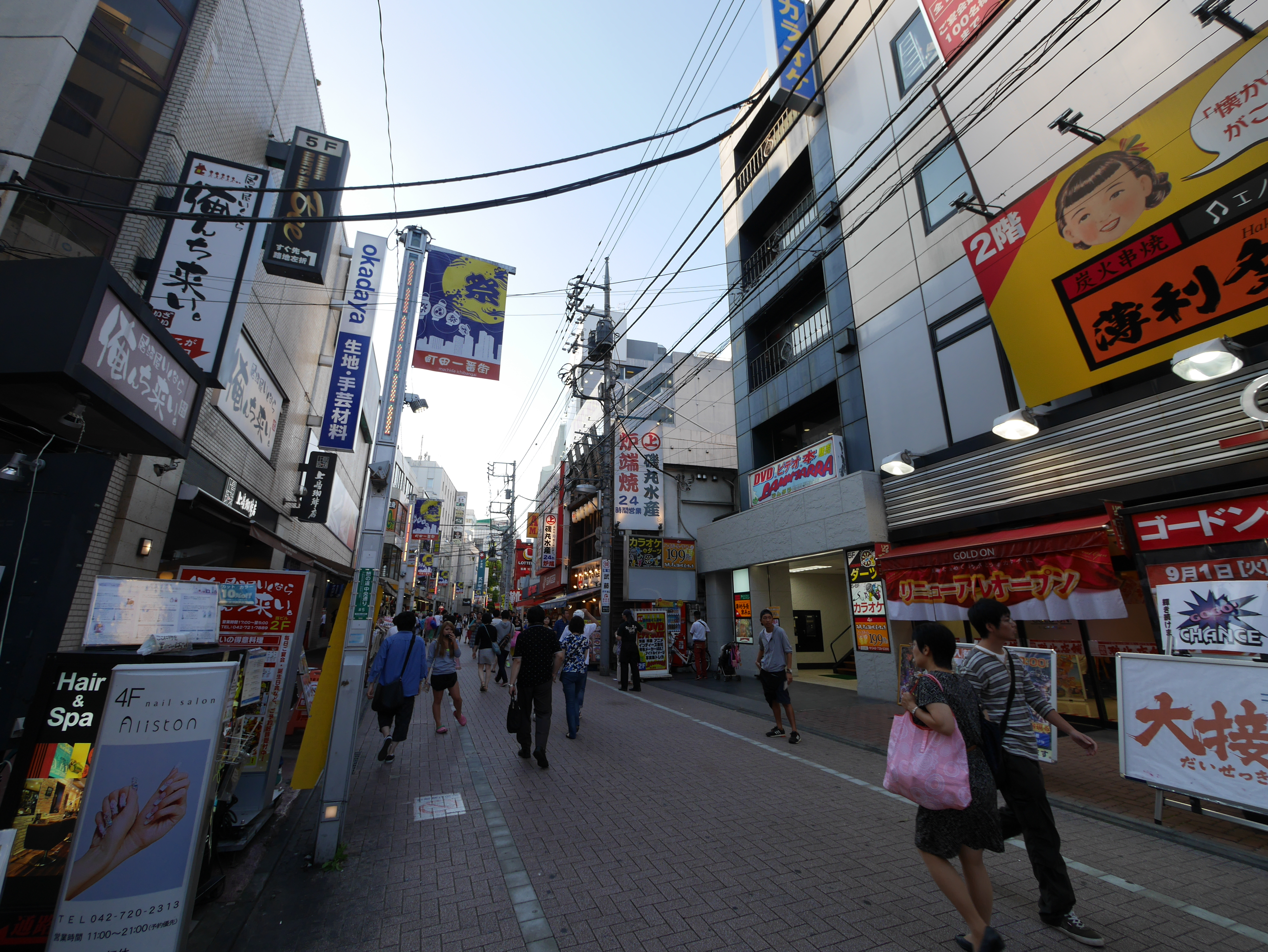
町田駅前の商店街

室町幕府の成立初期に琵琶湖に定住していた土方氏・夏目氏・山村氏（三橋一族）は主君である足利基氏が鎌倉に下向した際に従い関東に入った。三橋一族は関東で争乱が相次いだため鎌倉から大石氏の八王子城、滝山城、沢山城と遷っていった。その後三橋新右衛門が北条氏照に永世帰農を請願、認可される。三橋一族は原野を開墾したのではないかとされている。
鎌倉時代頃より鎌倉街道が通っていたが、江戸時代半ば頃までは鎌倉時代に宿の置かれた本町田が中心で、この地域は農地や原野が広がっていた。江戸時代後期頃、八王子から横浜へ生糸を運ぶための絹の道や、東海道・大山街道の脇往還がこの地を通り物資の中継地となったため、次第に生糸取引や宿場として栄えるようになり、製糸・織物・乾物を中心とした商業も盛んに行われた。昭和に入ると、近隣地域に原町田陸軍病院・原町田陸軍通信学校・原町田陸軍兵器学校（いずれも原町田と冠しているが所在地は相模原市）や陸軍士官学校（座間市）が移転し、1942年に綾瀬市と大和市にまたがる厚木飛行場が完成すると、軍人や軍属の住民が周辺地域に増加し、原町田周辺がより発展することとなった。第二次世界大戦時は陸軍関係の学校や病院は相模大野周辺に多かったものの、軍需工場が少なかったためか空襲の被害は少なかった。

### 地名の由来
町田村（現在の本町田）の近隣の原野を開拓した村であったことから。

### 沿革
- 1582年（天正10年）
  - 三橋新右衛門の開基により八王子の極楽寺の末寺として勝楽寺が現在地に創建される。
  - 当時の町田村（現在の本町田）の農民が農地拡大のため近隣の原野を開拓、町田村から分村し原町田村となる。残る旧来の町田村域は本町田村に改称。北条氏照に市開設が認可され、この年から定期市が開催される（六齋市）。
- 1627年（寛永4年） - 原町田村及び周辺地域が駿府藩主徳川忠長領となる。
- 1631年頃（寛永8年） - 旗本高木領となる。
- 1698年（元禄11年） - 旗本田中領となる[7]。
- 享保年間 - 1村1知行主の旗本領となる。
- 1863年（文久2年） - 米価が高騰、治安が悪化し原町田村で農兵隊が結成される。
- 1868年（慶応4年、明治元年） - 原町田村が武蔵知県事に属す。その後同年末までに東京府となるものの、多摩地域が横浜に居住する外国人の遊歩区域であるという神奈川県知事陸奥宗光の上申により神奈川県に移管される。
- 1873年（明治6年） - 区番組制により8区2番となる。
- 1878年（明治11年） - 郡区町村編制法により、南多摩郡に属する。
- 1884年（明治17年） - 連合戸長役場制により原町田村・本町田村・森野村・南大谷村・金井村が5か村連合となる。連合戸長役場は原町田村に置かれる。
- 1888年（明治21年）11月 - 神奈川県会議員初代議長である石坂昌孝らが民権政社融貫社を設立。
- 1889年（明治22年）4月1日 - 原町田村・本町田村・森野村・南大谷村が合併し町田村となる。
- 1893年（明治26年）4月1日 - 多摩郡域が神奈川県から東京府に移管される。
- 1908年（明治41年）9月23日 - 横浜鉄道東神奈川駅 - 八王子駅間が開業。原町田駅を開設。
- 1913年（大正2年）4月1日 - 町田村が町制施行し町田町となる。
- 1927年（昭和2年）4月1日 - 小田原急行鉄道が開業。新原町田駅を開設。
- 1954年（昭和29年）4月1日 - 町田町が南村と合併する。
- 1958年（昭和33年）2月1日 - 町田町が鶴川村・堺村・忠生村と対等合併、市制施行し町田市となる。その後、町田市が首都圏衛星都市に指定され、市内各所に大規模集合住宅が次々と建設されると、原町田地区に大型デパートなどが進出し商業地として急速に発展を始める。
- 1964年（昭和39年）
  - 4月5日 - 町田米軍機墜落事故が発生。アメリカ海軍の戦闘機が現在の原町田1丁目付近に墜落。一般市民4名が死亡、32名の重軽傷者を出す事故となった。
  - 6月1日 - 住居表示を実施。原町田1丁目〜6丁目とする。
- 1976年（昭和51年）
  - 4月11日 - 小田急電鉄が新原町田駅を町田駅に改称。
  - 9月23日 - 小田急電鉄町田駅ビル完成、小田急百貨店町田店開業。
- 1980年（昭和55年）4月1日 - 横浜線原町田駅が駅前の再開発に伴い、小田急線の町田駅側に移転。町田駅に改称。
- 1983年（昭和58年）10月31日 - 横浜線町田駅ターミナルプラザ開業。ターミナル口の使用開始。
- 2002年（平成14年）11月8日 - 都市計画道路 町田3･4･11号線（現・原町田大通り）の町田駅前通り～原町田中央通り間が開通[8]。
- 2004年（平成16年）12月1日 - 神奈川県相模原市と境界の一部を変更。

### 六齋市
1583年（天正11年）前後に原町田村が町田村から分村した後、六齋市開催の権利を得たとして市を開いたが、それまで市を開催していた本町田村（旧来の町田村）側も権利を主張し市開催を1584年（天正12年）前後から再び行なうようになった。両村は互いに譲らず紛糾し訴訟にまで発展、1587年（天正15年）後北条氏が裁定し三斎市をお互いに開催することとなった。この市は明治時代に入ると六齋市に戻り、以後は絹の道の中継地となっていた原町田で行われるようになった。通称、「二六の市」と呼ばれ月6回開かれていた。
1767年（明和4年）の「原町田村絵図」には市が開かれると浄運寺から勝楽寺門前（約500メートル）に店が並んでいたとされている。

### 治安・風紀の維持
2012年、東京都は原町田一丁目、四丁目および六丁目を都迷惑防止条例に基づき、客引きやスカウトのみならず、それらを行うために待機する行為なども禁止する区域に指定した。
さらに2019年には同じく原町田一丁目、四丁目および六丁目を暴力団排除条例に基づき、暴力団排除特別強化地域に指定。地域内では暴力団と飲食店等との間で、みかじめ料のやりとりや便宜供与などが禁止され、違反者は支払った側であっても懲役1年以下または罰金50万円以下の罰則が科される。
2023年5月26日、原町田の喫茶店内で山口組系暴力団員の男性が拳銃で撃たれて死亡。翌日、回転式拳銃を所持した男が神奈川県警察伊勢原警察署に出頭。銃刀法違反で逮捕され、町田警察署に移送された。

## 世帯数と人口
2018年（平成30年）1月1日現在の世帯数と人口は以下の通りである。
| 丁目         | 世帯数    | 人口     |
| ------------ | --------- | -------- |
| 原町田一丁目 | 1,755世帯 | 3,060人  |
| 原町田二丁目 | 2,532世帯 | 4,208人  |
| 原町田三丁目 | 775世帯   | 1,347人  |
| 原町田四丁目 | 1,491世帯 | 2,803人  |
| 原町田五丁目 | 1,388世帯 | 2,205人  |
| 原町田六丁目 | 446世帯   | 634人    |
| 計           | 8,387世帯 | 14,257人 |

## 小・中学校の学区
市立小・中学校に通う場合、学区は以下の通りとなる。
| 丁目         | 番・番地等      | 小学校                 | 中学校                 | 選択可能校                                    |
| ------------ | --------------- | ---------------------- | ---------------------- | --------------------------------------------- |
| 原町田一丁目 | 1～25番 31番    | 町田市立町田第二小学校 | 町田市立町田第二中学校 |                                               |
| 原町田一丁目 | 26～30番        | 町田市立南第三小学校   | 町田市立南中学校       |                                               |
| 原町田二丁目 | 4〜5番 21～34番 | 町田市立南第三小学校   | 町田市立南中学校       |                                               |
| 原町田二丁目 | 1～3番 6～20番  | 町田市立町田第二小学校 | 町田市立町田第二中学校 |                                               |
| 原町田三丁目 | 全域            | 町田市立町田第二小学校 | 町田市立町田第二中学校 |                                               |
| 原町田四丁目 | 全域            | 町田市立町田第二小学校 | 町田市立町田第二中学校 |                                               |
| 原町田五丁目 | 14〜17番        | 町田市立町田第二小学校 | 町田市立町田第二中学校 |                                               |
| 原町田五丁目 | 1～13番         | 町田市立町田第一小学校 | 町田市立町田第二中学校 | 町田市立町田第二小学校 町田市立町田第一中学校 |
| 原町田六丁目 | 全域            | 町田市立町田第一小学校 | 町田市立町田第二中学校 | 町田市立町田第二小学校 町田市立町田第一中学校 |

## 交通

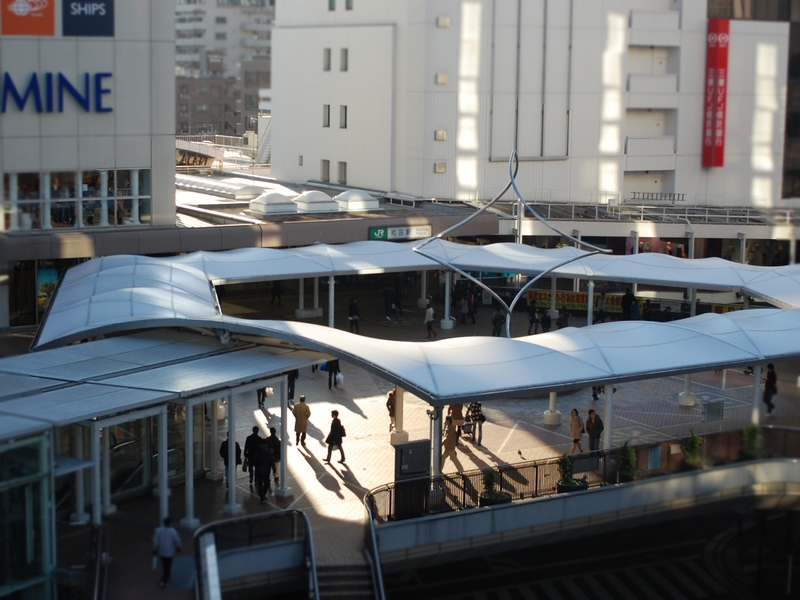
JR町田駅北口

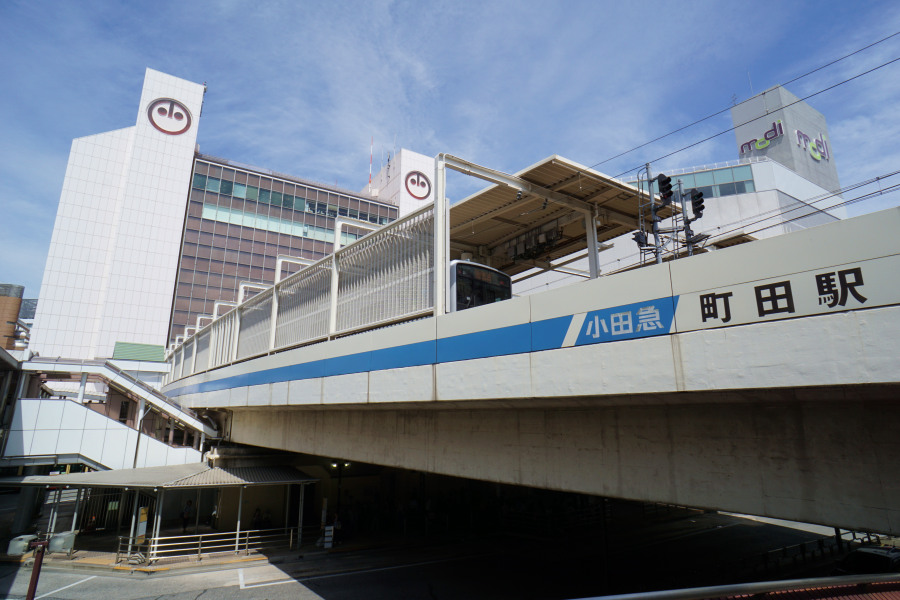
小田急町田駅西口

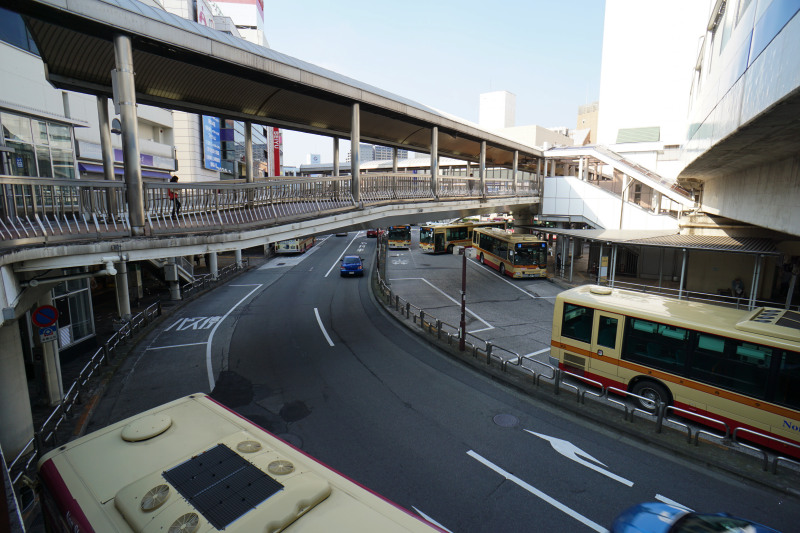
町田バスセンター

### 鉄道
東日本旅客鉄道（JR東日本） ・ 小田急電鉄
横浜線 ・ 小田急小田原線　：　町田駅

### バス
主に神奈川中央交通により運行されている。小田急線・JR横浜線町田駅最寄の停留所は町田バスセンターである。

### 道路・橋梁
- 東京都道47号八王子町田線（町田街道）
  - 中央橋
  - 高ヶ坂橋
- 東京都道51号町田厚木線
  - 原町田橋
  - 境橋
- 東京都道56号目黒町町田線
  - 南橋
- 東京都道140号川崎町田線（成瀬街道）
- 町田駅前通り
- 原町田大通り

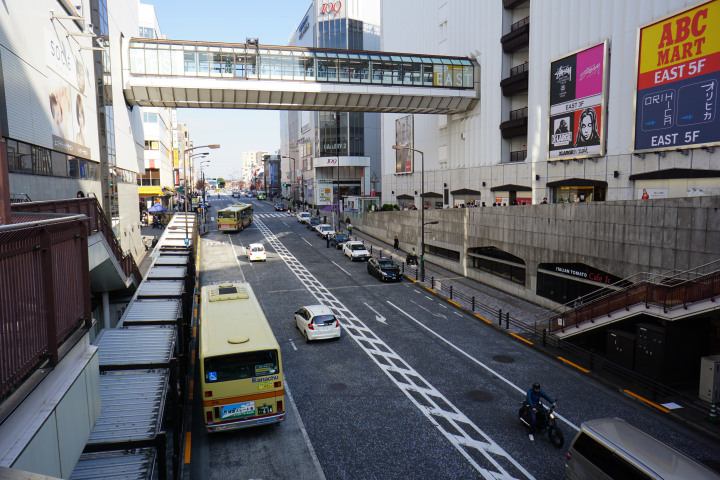
原町田大通り

- 境川自転車歩行者専用道路（境川ゆっくりロード）

## 施設

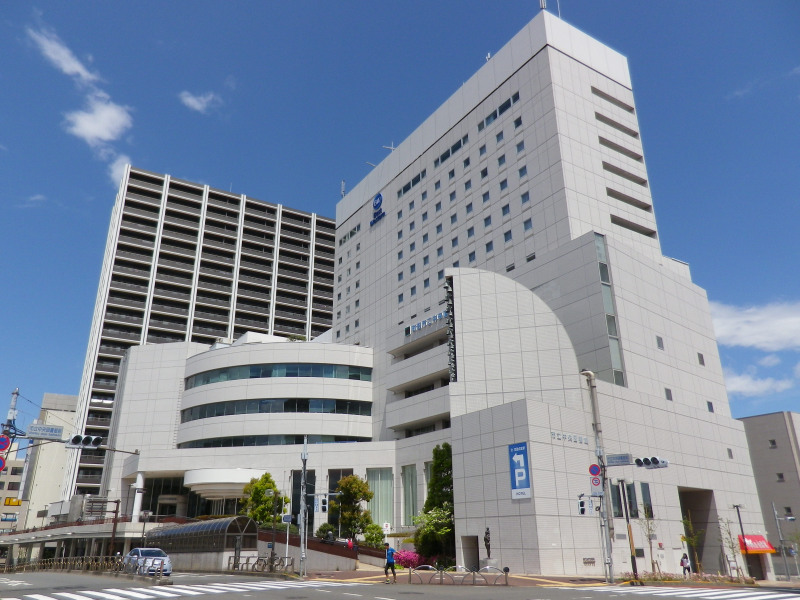
町田市立中央図書館

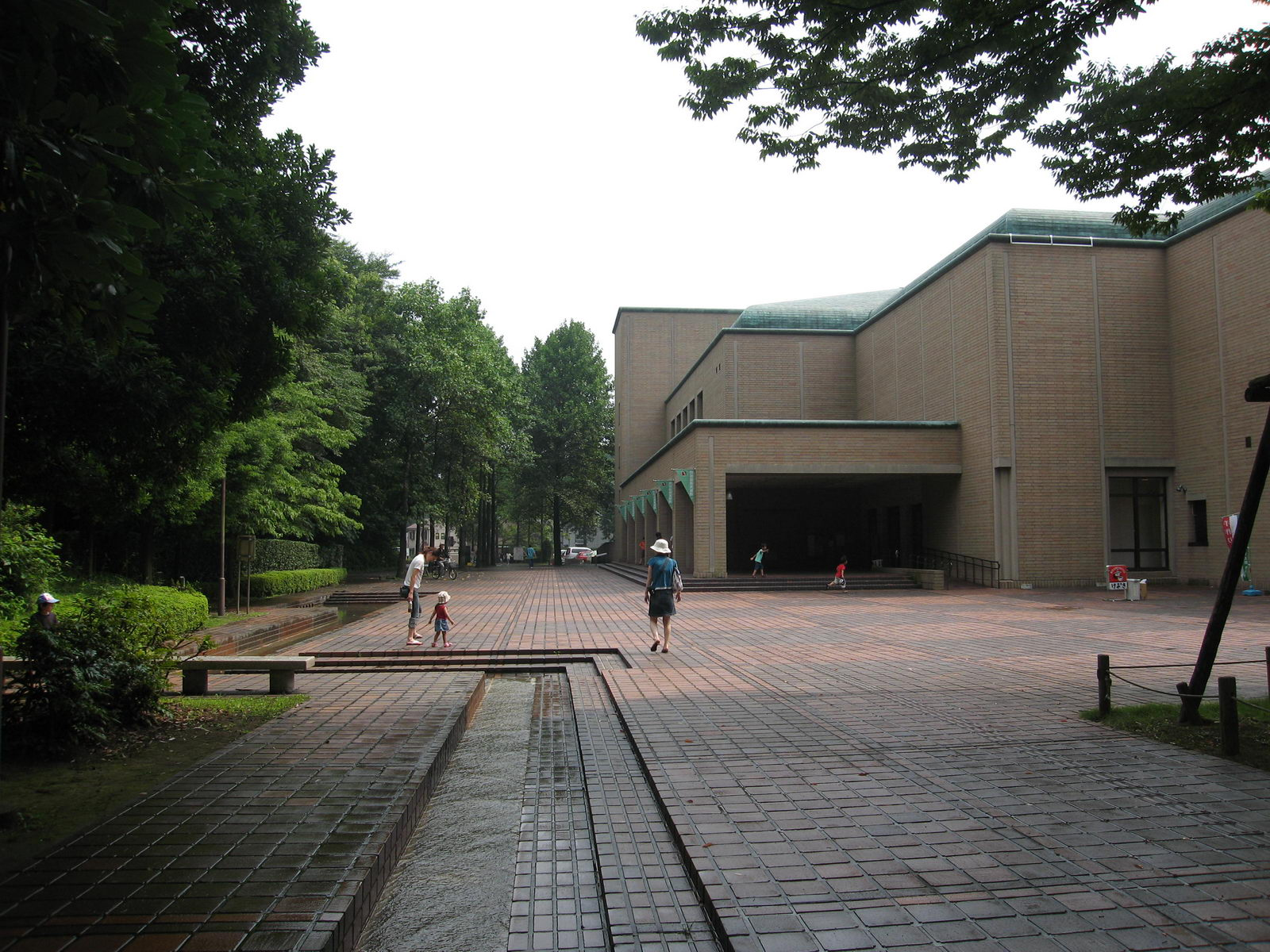
町田市立国際版画美術館

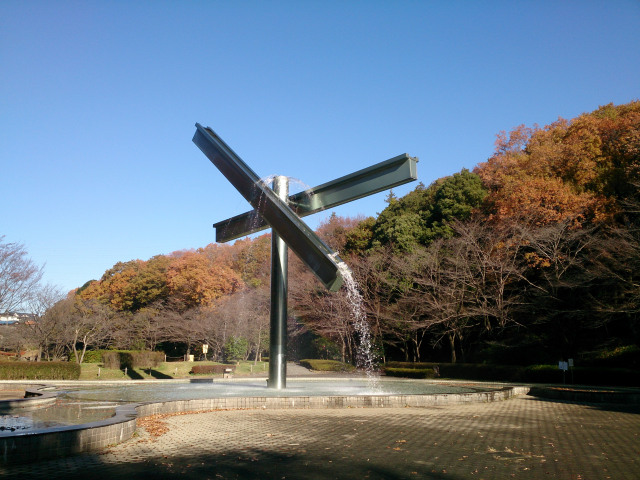
町田市立芹ヶ谷公園

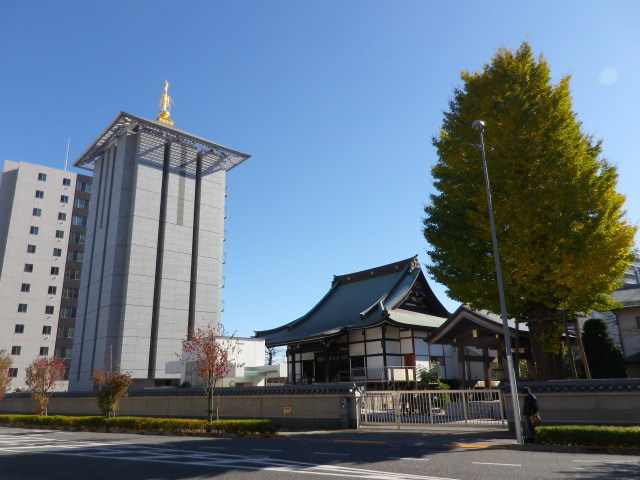
勝楽寺

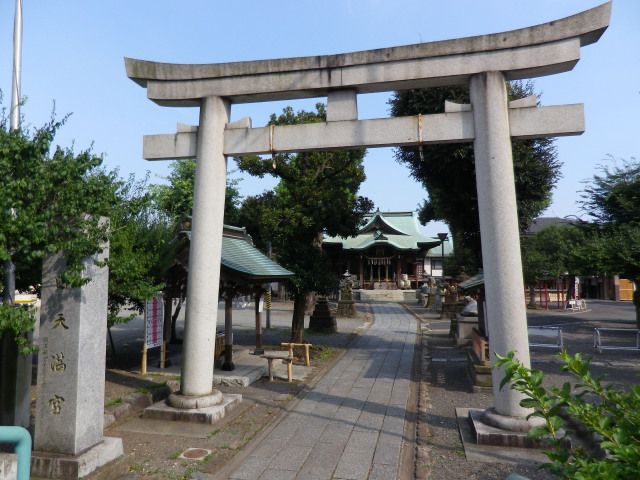
町田天満宮

町田駅周辺部の詳細については
行政
- 町田市役所 町田駅前連絡所（行政窓口）
- 町田市健康福祉会館
- 東京都水道局 原町田浄水所
- 防衛省自衛隊東京地方協力本部町田募集案内所

文化
- 町田市立中央図書館
- 町田市民文学館ことばらんど
- まちの駅 ぽっぽ町田
- まちだ中央公民館
- 町田市生涯学習センター
- 町田市文化交流センター
- 町田市民フォーラム
- 町田市立国際版画美術館

教育
- 小学校
  - 町田市立町田第二小学校
- 専修学校
  - 町田製菓専門学校
  - 学校法人大原学園町田校本館[注 1]
    - 大原簿記医療秘書公務員専門学校町田校
    - 東京町田情報ITクリエイター専門学校（2023年4月、同館内に新規開校）

警察
- 町田警察署 原町田交番
- 町田警察署 町田駅前交番

消防
- 町田消防署原町田分駐所

商業
- 小田急百貨店
  - ノジマ
  - 成城石井（小田急町田店、町田小田急ぷらっとテラス店）
- 町田モディ
  - ロフト
  - 有隣堂
  - タワーレコード
- 町田東急ツインズ（旧・東急百貨店）
  - ハンズ（町田東急ツインズイースト内）
  - 東急ストア（同上）
  - ニトリ（町田東急ツインズウエスト内）
- 町田センタービル（旧：109MACHIDA →レミィ町田）
- ルミネ町田
  - ブックファースト
- 町田ジョルナ
- 町田マルイ
- ミーナ町田
- ダイエー町田店
- ヨドバシカメラマルチメディア町田店
- ビックカメラアウトレット町田店・ソフマップ町田店
- ドン・キホーテ
- マツモトキヨシ 町田店、町田東口店
- サンドラッグ 町田店、町田駅前店
- ココカラファイン 町田店、町田マルイ店
- スギ薬局 原町田店、町田駅前通店
- コビルナ町田
- PLAZA町田（旧ぱ・る・るプラザ町田）
- サウスフロントタワー町田シエロ
- 久美堂（本店、四丁目店）
- BOOK・OFF SUPER BAZAAR 町田中央通り店（本・ソフト館、アパレル館）

ホテル・結婚式場
- レンブラントホテル東京町田（旧ホテル ザ・エルシィ町田）
- ビジネスイン サンホテル
- ホテル新宿屋
- アパホテル町田駅東（旧フレックステイイン町田）

郵便局
- 町田駅前郵便局（旧ぱ・る・るプラザ町田内郵便局）
- 原町田六郵便局
- 原町田郵便局

金融機関
- 三菱UFJ銀行
- 三井住友銀行
- SBI新生銀行
- きらぼし銀行
- 三菱UFJ信託銀行
- 三井住友信託銀行
- 西武信用金庫
- 多摩信用金庫

公園
- 町田市立芹ヶ谷公園
- 町田市立原町田ふるさとの森
- 町田市立原町田青空ひろば

寺院・神社
- 浄運寺
- 勝楽寺
- 宗保院
- 町田天満宮
- 母智丘神社